# V624 Андромеды
V624 Андромеды (лат. V624 Andromedae) — одиночная переменная звезда в созвездии Андромеды на расстоянии приблизительно 3662 световых лет (около 1123 парсеков) от Солнца. Видимая звёздная величина звезды — от +9,57m до +9,34m.

## Характеристики
V624 Андромеды — красный гигант, пульсирующая медленная неправильная переменная звезда (LB) спектрального класса M. Радиус — около 71,15 солнечных, светимость — около 543,468 солнечных. Эффективная температура — около 3304 K.